# Знаменская церковь (Переславль-Залесский)
Знаменская церковь — приходская церковь Переславского благочиния Переславской епархии в городе Переславле-Залесском.

## История
С 1628 на этом месте стояла церковь в честь Рождества Иоанна Предтечи. Эта церковь существовала ещё в начале XVI века и упоминается в житии преподобного Даниила. Она напоминает о себе приделом к церкви.
Во время Петра Великого и после него, церковь Знамения имела прозвище «при кораблях». Недалеко от церкви была верфь, на которой строилась Переславская флотилия, а позднее здесь на берегу хранились корабли.
В 1788 году вместо этой деревянной церкви «вкладчицей вдовой майоршей Анной Ивановой Масловой» построен каменный храм. Престолов в церкви было два: в холодной в честь Знамения Пресвятой Богородицы, в приделе тёплом в честь Рождества Иоанна Предтечи.